# Ehrenfried Pfeiffer
Ehrenfried Erwin Pfeiffer, né le 19 février 1899 à Munich et mort le 30 novembre 1961 à Spring Valley, est un chimiste et agronome allemand disciple de Rudolph Steiner, initiateur et chef spirituel du culte de l'anthroposophie. Il est à l'origine de sa mise en pratique à travers l'agriculture biodynamique.

## Biographie
Ehrenfried Pfeiffer suit une formation d'agronome et de chimiste à l'université de Bâle en Suisse alémanique. Il rencontre Rudolf Steiner à la fin des années 1910 dans le cadre de la construction du Goetheanum le siège de la Société anthroposophique à Dornach en Suisse. De 1921 à 1925, il y partage la vie de Steiner qui devient son maître à penser. Ensemble, ils ouvrent un laboratoire afin d'appliquer les visions spirituelles de Steiner à l'agriculture et plus particulièrement d'étudier ce qu'ils nomment « forces vitales » ou « forces éthériques ». Pfeiffer met notamment au point une méthode pseudo-scientifique nommée cristallisation sensible pour permettre de visualiser ces forces. Ils écrivent le cours aux agriculteurs, dont Steiner s'attribue seul la paternité, qui deviendra la base fondamentale de l'agriculture biodynamique actuelle. Steiner meurt en 1925, Pfeiffer continue seul ses recherches afin de mettre en pratique les percepts de son maître en publiant ses résultats exclusivement dans des revues anthroposophes, ses travaux n'étant alors pas vérifiés par un comité de chercheurs. Au fil des ans, il devient la caution scientifique du mouvement biodynamique. Ses recherches portent également sur l'archange Michel et l’alchimie.
En 1939, il reçoit pour l'ensemble de son travail le titre de docteur honoris causa par l’école homéopathique Hahnemann de Philadelphie aux États-Unis.

## Publications
- Kristalle. Berichte aus den Arbeiten des naturwissenschaftlichen Forschungslaboratoriums am Goetheanum Dornach. Orient-Occident-Verlag, Stuttgart 1930
- Studium von Formkräften an Kristallisationen mit besonderer Berücksichtigung landwirtschaftlicher Gesichtspunkte. Naturwissenschaftliche Sektion der Freien Hochschule für Geisteswissenschaft am Goetheanum, Dornach 1931
- Empfindliche Kristallisationsvorgänge als Nachweis von Formungskräften im Blut. Weise, Dresde 1935
- Die Fruchtbarkeit der Erde, ihre Erhaltung und Erneuerung. Das biologisch-dynamische Prinzip in der Natur. Zbinden & Hügin, Bâle, 1938
- Praktische Anleitung für den Gebrauch der biologisch-dynamischen Düngerpräparate. Dornach 1938
- Der erfreuliche Pflanzgarten. Anleitung zur Gartenpflege nach der biologisch-dynamischen Wirtschaftsweise (avec Erika Riese). Geering, Bâle, 1940
  - 11., überarbeitete und erweitertMichel (archange)e Auflage 1994,  (ISBN 3-7235-0486-8)
- Gesunde und kranke Landschaft. Metzner, Berlin 1942
- Rudolf Steiners landwirtschaftlicher Impuls, in: M. J. Krück von Poturzyn (Hg.): Wir erlebten Rudolf Steiner. Erinnerungen seiner Schüler. Freies Geistesleben, Stuttgart 1956
- Anleitung für die Kompostfabrikation aus städtischen und industriellen Abfällen. G. Fischer, Stuttgart 1957